# Johan Afzelius

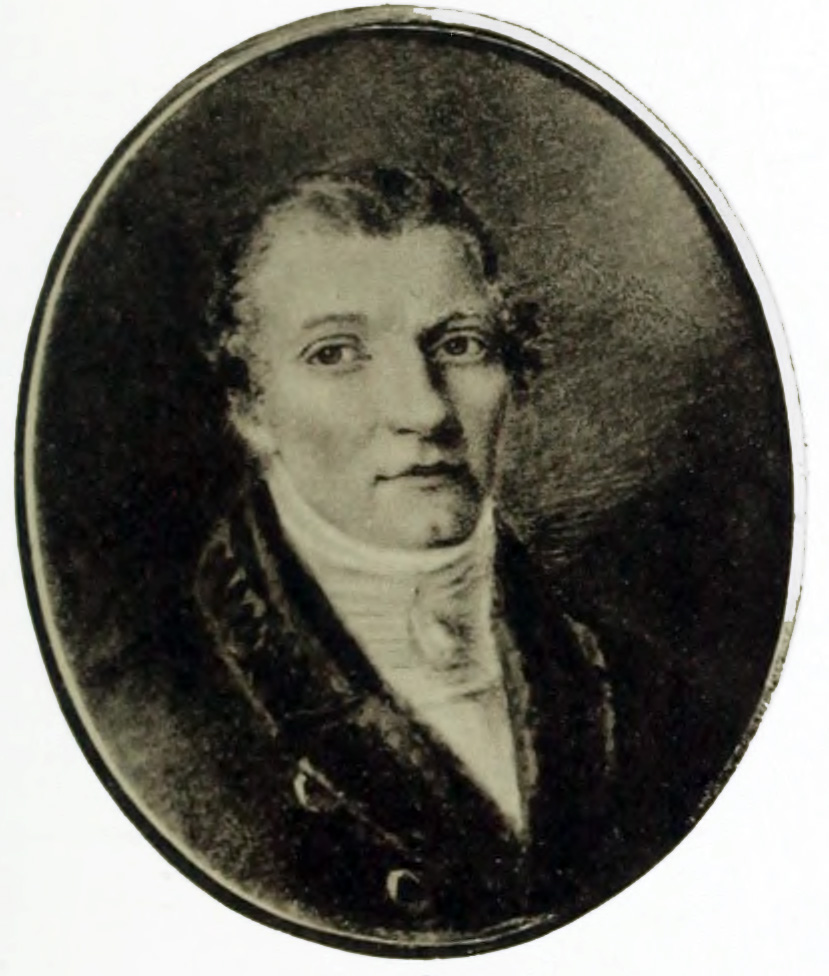
Johan Afzelius (ca. 1820)

Johan Afzelius (* 13. Juni 1753 in Larv, historische Provinz Västergötland (heute Teil der Gemeinde Vara); † 20. Mai 1837 in Uppsala) war ein schwedischer Chemiker und Hochschullehrer.

## Leben und Werk
Afzelius war ein Sohn des Pfarrers Arvid Afzelius. Sein älterer Bruder Adam Afzelius wurde ein bedeutender Botaniker, der jüngere Bruder Pehr von Afzelius ein angesehener Mediziner, beide ebenfalls als Professoren in Uppsala.
Afzelius begann 1769 sein Studium an der Universität Uppsala, wo er vor allem Mineralogie und Chemie bei Torbern Olof Bergman belegte. Er erlangte 1776 den Grad eines Magisters und wurde im folgenden Jahr als Dozent angestellt. Nach kurzer Tätigkeit am Bergskollegium wurde er 1780 Adjunkt, 1781 stellvertretender Professor an der Universität Uppsala. Nach Bergmans Tod wurde er 1784 zu dessen Nachfolger berufen und (nach Überwindung einer Krankheit) 1785 in die Professur eingesetzt. Zu seinen Schülern gehörten Jöns Jakob Berzelius, Johan August Arfwedson, Anders Gustaf Ekeberg und Wilhelm von Hisinger. 1789, 1798 und 1806 amtierte er als Rektor der Universität Uppsala. 1820 ließ er sich pensionieren, betreute aber bis 1823 weiterhin das Mineralienkabinett der Universität, der er auch seine private Mineraliensammlung vererbte.
Afzelius veröffentlichte nur wenige Bücher. Als sein wichtigster Beitrag zur Chemie gilt die schon 1777 vorgelegte Dissertation zur Ameisensäure, worin er erstmals die Unterschiede zur Essigsäure analysierte. Er wurde 1810 in die Königlich Schwedische Akademie der Wissenschaften und 1818 in die Königlich Schwedische Akademie für Landwirtschaft berufen.